# Kevin Janssens (aanvaller)
Kevin Janssens (2 januari 1986) is een Belgische voetballer. Vanaf het seizoen 2018-2019 speelt hij voor KAC Betekom.. Daarvoor speelde hij bij KFC Diest en eerder (onder meer) bij Oud-Heverlee Leuven. 

## Statistieken

### Competitie
| seizoen    | club                | land   | competitie      | wed. | basis | goals |
| ---------- | ------------------- | ------ | --------------- | ---- | ----- | ----- |
| 2005/06    | Oud-Heverlee Leuven | België | Tweede klasse   | 8    | 4     | 1     |
| 2006/07    | Oud-Heverlee Leuven | België | Tweede klasse   | 3    | 0     | 0     |
| 2007/08    | Oud-Heverlee Leuven | België | Tweede klasse   | 29   | 6     | 5     |
| 2008/09    | KV Woluwe-Zaventem  | België | Derde Klasse A  | ??   | ??    | ??    |
| 2009/10    | KVV Coxyde          | België | Derde Klasse A  | ??   | ??    | ??    |
| 2010/11    | Geel Meerhout       | België | Derde Klasse A  | ??   | ??    | ??    |
| 2011/12    | SK Bornem           | België | Derde Klasse B  | 31   | 18    | 8     |
| 2012/13    | Olympia SC Wijgmaal | België | Vierde Klasse B | ??   | ??    | ??    |
| Bijgewerkt | 20-06-2011          |        |                 |      |       |       |

### Beker
| seizoen    | club                | land   | competitie       | wed. | basis | goals |
| ---------- | ------------------- | ------ | ---------------- | ---- | ----- | ----- |
| 2007/08    | Oud-Heverlee Leuven | België | Beker van België | 2    | 2     | 1     |
| Bijgewerkt | 26-08-07            |        |                  |      |       |       |